# Nimslo

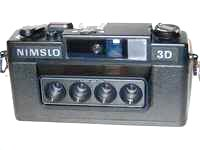
Nimslo-Kamera

Die Nimslo-Kamera ist eine vieräugige Sucherkamera zur Erstellung stereoskopischer Linsenraster-Bilder. Für die Aufnahme werden standardmäßige Kleinbildfilmpatronen mit Farbnegativfilm verwendet. Die Kamera wurde in den 1980er Jahren vom Unternehmen Nimstec im US-amerikanischen Atlanta hergestellt.
Die Kamera verfügt über eine Belichtungsautomatik und vier waagerecht im Abstand von jeweils 18 mm angeordnete Fixfokus-Objektive, die gleichzeitig vier Aufnahmen auf der Fläche von zwei nebeneinanderliegenden Kleinbildaufnahmen fertigen. Die Filme werden nach der Aufnahme an spezielle Entwicklungslabore eingeschickt, die von den jeweils vier leicht gegeneinander verschobenen Aufnahmen auf Spezialdruckern stereoskopische Linsenrasterbilder herstellen. 
Die Kamera erzeugt mit einer roten LED oberhalb des ersten der vier Bilder bei der Aufnahme eine kreisrunde grüne Marke auf dem Farbnegativfilm. Der Spezialdrucker erkennt anhand dieser Marke den Beginn der zusammenhängenden Bildergruppe.
Ursprünglich wurde die Kamera von der Firma Timex am Standort Dundee, Schottland produziert. Später wurde die Fabrikation an Sunpak in Japan vergeben.
Erfinder von Kamera und Lenticular-Spezialdrucker waren Jerry Curtis Nims und Allen Kwok Wah Lo aus Georgia, USA.
Die Nimslo-Kamera war ein 3D-Aufnahmegerät für Linsenrasterbilder für den Amateurmarkt. Hierzu bedurfte es eines Entwicklungslabors, in dem die Linsenrasterbilder aus den Einzelaufnahmen hergestellt wurden. Insbesondere dies stellt die Besonderheit und die Geschäftsidee dar. Weit früher gab es bereits Stereokameras. 
Die Ausdrucke der Nimslo-Aufnahmen generieren ein 3D-Bild, das mit bloßem Auge ohne Hilfsmittel betrachtet werden kann. Die individuelle Herstellung dieser Lentikularbild-Ausdrucke ist durch das Verfahren der Nimslo-Erfinder erst möglich geworden. Zuvor gab es zwar bereits Lenticular-Stereo-Aufnahmen, z. B. Postkarten. Diese stammten jedoch aus kommerziellen Druckereien und wurden in hoher Auflage erstellt.

## Nimstec, Timex und Fred Olsen
Der Milliardär und Reeder Fred Olsen ließ die Aktien der neu gegründeten Firma Nimstec im Oktober 1980 durch den von ihm kontrollierten Investor Ptarmigan Trust über die Eagleville Company erwerben. Dieser Investor übernahm gleichzeitig die Führung bei Timex. Olsen war als technologischer Visionär von der Nimslo-Kamera überzeugt und verfügte, dass die Produktion bei Timex in Dundee erfolgen solle. Er bürgte für den Kauf mit 25 Millionen US-Dollar.
In der Analyse des Nimslo-Geschäftsmodells von Nimstec berichtet Michael Starks, dass Nimstec Mitte 1990 in Konkurs ging und in Teilen an die Firma Nishika in Nevada verkauft wurde. Diese Behauptung ist jedoch umstritten. Nishika stellte noch mehrere drei- und vierlinsige Nachfolgertypen der Nimslo her, bevor auch diese Firma die Produktion der Kameras einstellte.

## Lentikular-Drucker Mark 1S und Mark 1A
Der erste Lentikular-Drucker der Firma Nimslo (Mark 1S) nutzt einen KIM-1-Prozessor. Die Ausrichtung der vier Bilder wird von Hand vorgenommen und dauert mehrere Minuten. Der zweite Typ der Nimslo-Drucker (Mark 1A) nutzt einen MicroNova-Prozessor von Data General unter MP/OS. Durch elektronische Bildverarbeitung verkürzt sich die Bearbeitungszeit pro Aufnahme auf 15 Sekunden.
Die Belichtung des Fotomaterials erfolgt durch das Linsenraster auf die lichtempfindliche Schicht auf der Rückseite der Linsen. Die vier Aufnahmen werden dabei aus vier unterschiedlichen Richtungen belichtet. Die Entwicklung erfolgt mit Standard-Entwicklerchemie. Die Rückseite des Fotomaterials ist für die Entwicklerchemie durchlässig.

## Aktuelle Nutzung
Obwohl die Firma Nimstec nicht mehr existiert und keine Nimslo-Kameras mehr produziert werden, sind gebrauchte Kameras über Internet-Auktionen erhältlich. Typische Preise liegen unterhalb von 50 USD (Stand 2007). Der Neupreis in den 1980ern lag bei ca. 200 USD. Die Kamera ist nicht mehr sehr verbreitet, wird aber von einer kleinen Gruppe von Liebhabern weiter eingesetzt.
Es gibt noch wenige Lenticular-Spezialfirmen, die Nimslo-Lentikularaufnahmen entwickeln. Diese sind den Original-Nimslo-Produkten sehr ähnlich.
Letztendlich kann die Nimslo-Kamera auch zu einer normalen Stereokamera zweckentfremdet werden, indem sie mit Farbdiafilm bestückt wird. Dadurch wird es möglich, nach der Aufnahme die beiden – in Bezug auf den Linsenabstand – geeignetsten Halbbilder zu bestimmen und in Stereodiarahmen für das Nimslo-/Nishikaformat 21 × 16 mm zu montieren.

## US Patente
- 3,960,563 - Methods and apparatus for taking and composing stereoscopic pictures
- 4,037,950 - Camera for taking stereoscopic pictures
- 4,063,265 - Apparatus for taking stereoscopic pictures